# Ingenuinus

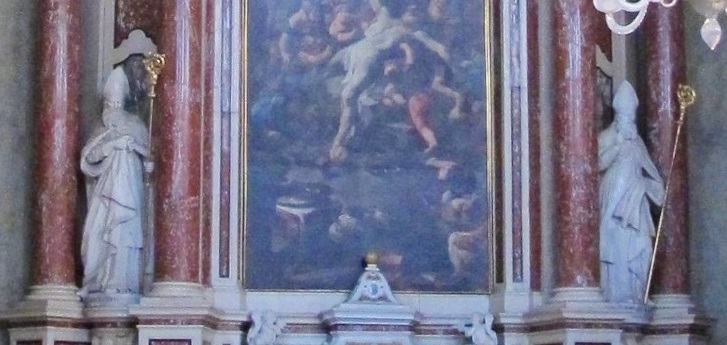
Statuen der heiligen Bischöfe Ingenuin und Albuin am Kassianaltar im Brixner Dom, wo ihre Reliquien verehrt werden

Ingenuinus oder Ingenuin, deutsch Jenewein († um 605 in Säben, Südtirol), war der zweite historisch verbürgte Bischof von Säben. Er wird als Heiliger verehrt.

## Leben
Von seinem Leben ist nur wenig bekannt. Er war wahrscheinlich von 577 bis etwa 605 Bischof von Säben und wohl romanischer Abstammung. Sein Bistum, das sich mit weiten Teilen der ehemaligen Provinz Raetia secunda deckte, war damals zwischen Langobarden und Franken umkämpft.
Der Name Ingenuinus bedeutet wohl „der kleine Kniende“. Im Mittelalter wurde dieser Cognomen zu Jenewein germanisiert.
Um 590 nahm er als Ingenuinus de Sabione (episcopus) an der Synode von Marano bei Aquileia teil, auf der der Drei-Kapitel-Streit verhandelt wurde.
Im Jahr 590 fielen die Franken über den Reschen in das Etschtal ein. Dabei zerstörten sie einige langobardisch-romanische Festungen. Bei der Belagerung des Festung Verucca bei Trient vermittelte Ingenuin mit Agnellus von Trient. Im Frühjahr 591 unterzeichnete er als Erstunterzeichner zusammen mit anderen Bischöfen einen Brief an Kaiser Maurikios, in dem er sich im Kontext des Dreikapitelstreits gegen Papst Gregor den Großen stellte.
Weil er unter dem Einfall der arianischen Langobarden, der heidnischen Bajuwaren und der Slawen zu leiden hatte, wurde er zwischen Mitte des 10. Jahrhunderts und Anfang des 12. Jahrhunderts als Märtyrer verehrt, heute gilt er als Bekenner.
Ingenuin wurde zuerst wohl in Säben bestattet. Später (um 990) sind seine Reliquien in den Dom von Brixen übertragen worden. In Säben hat man 1982 ein Bischofsgrab gefunden, das zeitlich zu Ingenuin passt.

## Gedenktag
Sein Gedenktag ist der 5. Februar. Er wird als Patron der Bergleute angerufen und mit den Heiligen Kassian und Albuin als dritter Patron des Bistums Bozen-Brixen (Brixen) verehrt.